# 1320
Cette page concerne l'année 1320  du calendrier julien. Pour l'année 1320 av. J.-C., voir 1320 av. J.-C.
L'année 1320 est une année bissextile qui commence un mardi.

## Événements
- 1er mars : début du règne de Souddhipâla, grand Khan des Mongols (fin en 1323)[1].
- 15 avril - 3 septembre : règne de Khusrav Khan, sultan de Delhi[2]. Il fait assassiner Mubarak puis prend le pouvoir. Il massacre les amis et serviteurs de l’ancien sultan. Les nobles musulmans, conduit par le Turc Ghazi Malik, gouverneur des provinces frontières, marchent sur Delhi. Khusrav, vaincu, est décapité, ses partisans sont massacrés. Ghazi Malik est proclamé sultan sous le nom de Ghiyath al-Din Tughlûq.
- 6 septembre : début du règne de Ghiyath al-Din Tughlûq, sultan de Delhi (fin en 1325)[3]. Il fonde la dynastie des Tughlûq (fin en 1398).

- La peste bubonique (avec apparition de « bubons » ou tumeurs à l'aine) fait sa réapparition en Mongolie, d'où elle se répand alentour et atteint la mer Noire fréquentée par les Génois. Ceux-ci vont imprudemment l'amener jusqu'à Marseille en 1347[4].
- Avènement du cinquième Inca Capac Yupanqui[5]. Il fonde un empire en soumettant toutes les tribus établies autour du lac Titicaca et en atteignant la côte du Pacifique.
- Révolte de Yabika-Egzi dans le Tigré (Éthiopie), aidé par le monastère de Debra-Libanos de Ham, réprimé par le roi Amda Seyon Ier, dont l’épouse est suzeraine de Bihat[6].

### Europe
- 20 janvier : couronnement de Ladislas Ier Lokietek (le Bref), roi de Pologne (jusqu'en 1333) qui rétablit la dynastie des Piast et réunifie les territoires polonais[7].
  - Il se fait couronner à Cracovie par l’archevêque de Gniezno avec l’accord de la curie romaine moyennant une augmentation du denier. Il réunit les principaux duchés, sauf la Silésie, la Poméranie et la Mazovie. Cracovie devient capitale de la Pologne jusqu’en 1595. Ladislas Ier s’appuie sur la Hongrie, les monarchies scandinaves et les Lituaniens contre la Bohême, l'ordre Teutonique et les Askaniens du Brandebourg. Il marie sa fille Élisabeth Lokietek au roi angevin de Hongrie Carobert (1320) et fait épouser la fille du prince de Lituanie récemment converti Gediminas, Aldona, à son héritier Casimir. Cela l’entraîne dans les luttes de succession des principautés russes et le met en rapport avec Byzance.
- 25 janvier : Élection à la diète de Viborg de Christophe II (1276-1332), roi de Danemark (fin de règne en 1326)[8].

- Janvier : ordonnance du Vivier-en-Brie. Institution de la chambre des comptes en France[9].

- 24 février : en application d'une décision prise par le roi Philippe V le Long en juin 1318, un arrêt du Parlement de Paris prescrit, que les châteaux, terres et droits, qui avaient été l’objet de donations de la part de Philippe III le Hardi et de Philippe IV le Bel, feront retour au domaine de la couronne[10].

- 6 avril : déclaration d'Arbroath réaffirmant l'indépendance écossaise[11].
- 26 avril : en Toscane, le seigneur de Lucques Castruccio Castracani est proclamé dictateur à vie[12]. Il rompt la paix avec Florence et ravage le Valdarno[13].
- 5 mai : le comte de Flandre Robert de Béthune, venu à Paris, renonce à la Flandre gallicante et jure fidélité au roi de France[14].
- 25 juin : les Pastoureaux entrent à Albi. Ils sont le 29 à Carcassonne[15]. La révolte des pastoureaux se répand en Navarre, dans les provinces basques, dans le sud de l’Aquitaine et le Languedoc. Des bandes de « pastoureaux » attaquent les Juifs et les quartiers des lépreux.

- 20 octobre : le pape Jean XXII achète au grand maître des Hospitaliers tout ce qui avait appartenu aux Templiers à Cahors et le donne aux Chartreux.

- Gédymin de Lituanie bat les Teutoniques[16]. Il est alors menacé par une grande croisade pour laquelle l’ordre fait appel aux aventuriers de toute l’Europe et accepte le baptême (1321).